# Simone Veil

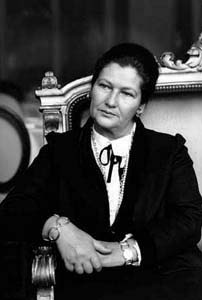
Simone Veil (1993)

Simone Veil ([simɔn vɛj] ⓘ), născută Jacob, (n. 13 iulie 1927, Nisa, Franța – d. 30 iunie 2017, Paris, Franța), a fost o politiciană originară din Franța.
Scăpată teafără din Shoah, a intrat în magistratură ca înalt funcționar până la numirea sa ca ministru al Sănătății, în mai 1974. În acest post, între altele, a sprijinit adoptarea „Legii Veil”, promulgată la 17 ianuarie 1975, care depenalizează recurgerea de către o femeie la întreruperea voluntară a sarcinii.
Din 1979 până în 1982 a fost prima președintă a Parlamentului European, nou ales prin vot universal. A fost Ministru de Stat, ministru al Afacerilor Sociale, al Sănătății și al Orașului, și numărul doi în guvernul Édouard Balladur, a făcut parte din Consiliul Constituțional din 1998 până în 2007. Aleasă la Academia Franceză, la 20 noiembrie 2008, a fost primită, în mod solemn, la 18 martie 2010 de către Jean d'Ormesson.

## Biografie

### Familie, copilărie și adolescență
Familia Jacob e originară din Bionville-sur-Nied, un sat din Lorena.
Tatăl său, arhitectul André Jacob, a obținut în 1919 le Second grand prix de Rome. S-a căsătorit cu Yvonne Steinmetz, fiica unui blănar parizian, la 22 mai 1922 în arondismentul 9  din Paris. André Jacob i-a cerut soției sale bacalaureată și studentă la chimie să-și abandoneze studiile după căsătorie.  După nașterea primilor doi copii ai cuplului, Madeleine și Denise, familia evreiască, dar nepracticantă, a părăsit Parisul și s-a instalat la Nisa, pe Coasta de Azur.  Jean Jacob, singurul fiu, s-a născut în 1925. Simone Jacob este cea mai mică din familie; s-a născut la 13 iulie 1927. La Nisa. Cu  criza din 1929, familia Jacob și-a părăsit apartamentul pentru un altul mai mic.  Când criza s-a agravat, comenzile de arhitect ale tatălui său s-au rărit, iar mama tricota pentru copiii din familiile lipsite. 

#### În vâltoarea celui de-Al Doilea Război Mondial
La 3 septembrie 1939 Regatul Unit, apoi A Treia Republică Franceză, au declarat război Germaniei Naziste. Când armistițiul s-a semnat, André Jacob este copleșit. La 10 iulie 1940, Adunarea Națională, reunită la Vichy a votat, cu o zdrobitoare majoritate, depline puteri constituante mareșalului Pétain. Regimul de la Vichy (guvernul lui Pierre Laval) a promulgat, la 4 octombrie 1940, primul Statut al evreilor care stabilea o serie de interdicții împotriva evreilor și obligația acestora de a se declara autorităților.

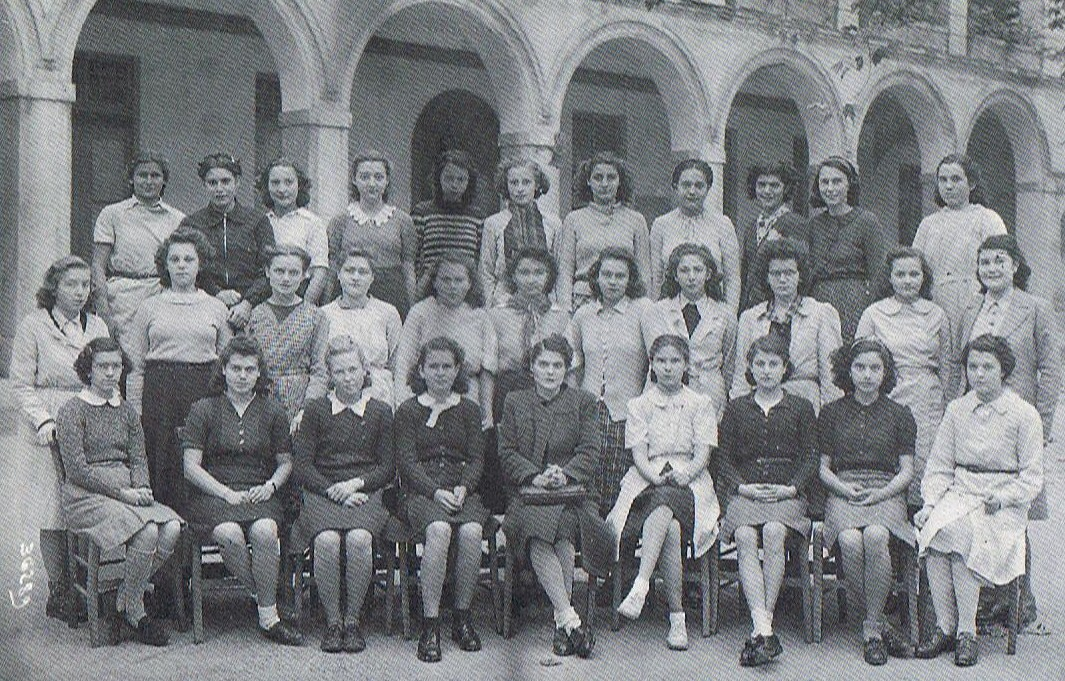
Simone Jacob (prima din stânga, rândul de sus) la Liceul Albert-Calmette din Nisa, în 1941-1942.

André Jacob a îndeplinit demersurile și a pierdut dreptul să-și practice profesia. Yvonne Jacob își petrece zilele căutând hrană pentru familia sa.
În anul următor copiii Jacob au fost trimiși în apropiere de Carcassonne, unde au stat împreună cu un unchi și o mătușă.
La revenirea la Nisa familia, care locuia într-un apartament, a suferit segregația progresivă a legilor antievreiești. Copiii participau activ la activitățile de cercetaș. Pericolul a devenit evident începând din septembrie 1943, când ocupantul german, sub conducerea lui Alois Brunner, a preluat controlul Coastei de Azur, înlocuindu-i pe italieni.
În martie 1944, Simone Jacob și-a luat bacalaureatul.

#### Arestarea
În cursul unui control efectuat pe stradă de către doi SS, Simone Jacob, atunci în vârstă de 16 ani și care s-a declarat ca fiind Simone Jacquier, a fost arestată la 30 martie 1944, la Nisa, unde își avea reședința la profesorul său de literatură clasică. A fost dusă la hotelul Excelsior, unde era cartierul general german și care servea, în acea vreme, de loc de adunare al evreilor arestați înaintea deportării lor în Germania. În orele următoare, restul familiei, adăpostită în pofida riscurilor de mai multe cupluri de prieteni din Nisa, a fost arestată de Gestapo. Sora sa,  Denise Vernay, intrată la 19 ani într-o rețea a Rezistenței  din Lyon, a fost arestată, și ea, în 1944 și deportată la Ravensbrück, de unde a revenit.

#### Deportarea la Auschwitz-Birkenau
Simone a trecut prin lagărul de la Drancy. Tatăl său și fratele său Jean au fost deportați în Lituania prin convoiul 73. Simone Veil nu i-a mai revăzut niciodată. La 13 aprilie 1944, la două săptămâni după arestarea lor, Simone, mama și sora sa Madeleine au fost trimise de la Drancy (convoiul nr. 71) cu destinația Auschwitz-Birkenau, unul dintre lagărele de exterminare naziste, unde au sosit în seara de 15 aprilie. Un prizonier, care vorbea franceza, a sfătuit-o să-și declare vârsta de 18 ani, pentru a trece selecția și a evita exterminarea. A primit matricola 78651 care i-a fost tatuată pe braț. Munca forțată consta în „descărcarea unor camioane de pietre enorme” și în „săparea de tranșee și nivelarea solului”.

#### Marșul morții până la Bergen-Belsen și Eliberarea
În iulie 1944, împreună cu mama și sora sa, a fost transferată la Bobrek, la circa cinci kilometri de Birkenau. Puțin înainte de eliberarea lagărului de la Auschwitz la 27 ianuarie 1945, germanii și-au dus prizonierii în marșul morții până la lagărul de la Bergen-Belsen unde ea a lucrat la bucătărie. Mama sa a murit de tifos în martie 1945. Sora sa Madeleine, atinsă și ea de tifos, a fost salvată, în ultimul moment, grație sosirii Aliaților.
Bergen-Belsen a fost eliberat de trupele britanice la 15 aprilie 1945. Simone, Madeleine și cealaltă soră a sa, Denise (care fusese angajată în Rezistență), sunt singurele supraviețuitoare din familie, întrucât tatăl, mama și fratele lor nu au revenit din lagăre.
După reîntoarcerea în Franța, Simone nu era pregătită să vorbească, dar are impresia că aproape nimeni nu voia să audă ceea ce avea de spus.
Simone Veil evocă deportarea familiei sale într-un documentar din 2 septembrie 1976. 

### Revenirea în Franța
Simone Jacob a revenit în Franța la 23 mai 1945.. Singura din întreaga Academie care a trecut și primit diploma de bacalaureat în martie 1944, în ajunul arestării sale , ea s-a înscris, în 1945, la Facultatea de Drept din Paris și la Institut d'études politiques de Paris, unde l-a întâlnit pe Antoine Veil (1926-2013), viitor inspector de finanțe și șef de întreprinderi, cu care s-a căsătorit la 26 octombrie 1946.
Sora sa Madeleine a murit, împreună cu fiul acesteia, Luc, în 1952, în urma unui accident de mașină, în timp ce se întorcea de la Stuttgart, unde mersese să-i facă o vizită Simonei. Această nouă dramă a fost trăită cu durere, întrucât Madeleine era singura persoană cu care ea putea vorbi și împărtăși experiența Deportării.
Simone și Antoine Veil au avut trei fii, Jean, avocat de afaceri (născut la 26 noiembrie 1947), Claude-Nicolas (1948-2002), Pierre-François, avocat (născut în 1954), și mai mulți nepoți.

### Cariera judiciară
Înarmată cu licența sa de drept și cu diploma de la Institut d'études politiques de Paris, ea a renunțat la cariera de avocată și a trecut cu succes, în 1956, concursul din magistratură. A ocupat, prin urmare, un post de conducere în administrația penitenciarelor. În timpul Războiului din Algeria, ea a reușit să transfere în Franța prizonierele algeriene pe care le estima expuse la rele tratamente și la violuri.  A trecut în 1964 la afaceri civile. În 1970 a devenit secretar general al Consiliului Superior al Magistraturii (CSM).

### Cariera politică
În memoriile sale, Simone Veil menționază o acțiune politică din partea sa, din 1971, în Consiliul de Administrație al Office de radiodiffusion télévision française (ORTF). În acest post, ea a surprins opunându-se îndeosebi difuzării documentarului despre Ocupație, Le Chagrin et la Pitié, pe care-l judecă drept injust și partizan.

#### Ministru al Sănătății
În urma decesului lui Georges Pompidou, în timpul mandatului de președinte al acestuia, ea a susținut candidatura lui Jacques Chaban-Delmas la alegerile prezidențiale anticipate.  După alegerea lui  Valéry Giscard d'Estaing la președinția Republicii Franceze, ea a fost numită ministru al Sănătății în guvernul Jacques Chirac, post pe care îl păstreză sub guvernele Raymond Barre.
Ea a fost însărcinată să prezinte în Parlament proiectul de lege asupra întreruperii voluntare a sarcinii (IVG), care depenalizează avortul.  Această luptă i-a adus atacuri și amenințări din partea extremei drepte și a unei părți din dreapta parlamentară, cum a reamintit Jean d'Ormesson primind-o în Academia Franceză. Într-un discurs în fața deputaților, ea a susținut că „avortul trebuie să rămână o excepție, ultimul recurs pentru situații fără ieșire”. Textul este până la urmă adoptat de Adunarea Națională la 29 noiembrie 1974, stânga, îndeosebi, venind în ajutorul deputaților de centru favorabili legii, dar nu majoritari în Adunare, în acest caz.  Legea a fost apoi adoptată la Senat, două săptămâni mai târziu. Legea a intrat în vigoare la 17 ianuarie 1975.
Simone Veil a revăzut „carta spitalelor” închizând îndeosebi instituții cu prea slabă activitate, a reechilibrat conturile Institutului Pasteur și a stabilit ajutoare financiare destinate mamelor cu copii de vârstă mică.

#### În Parlamentul European

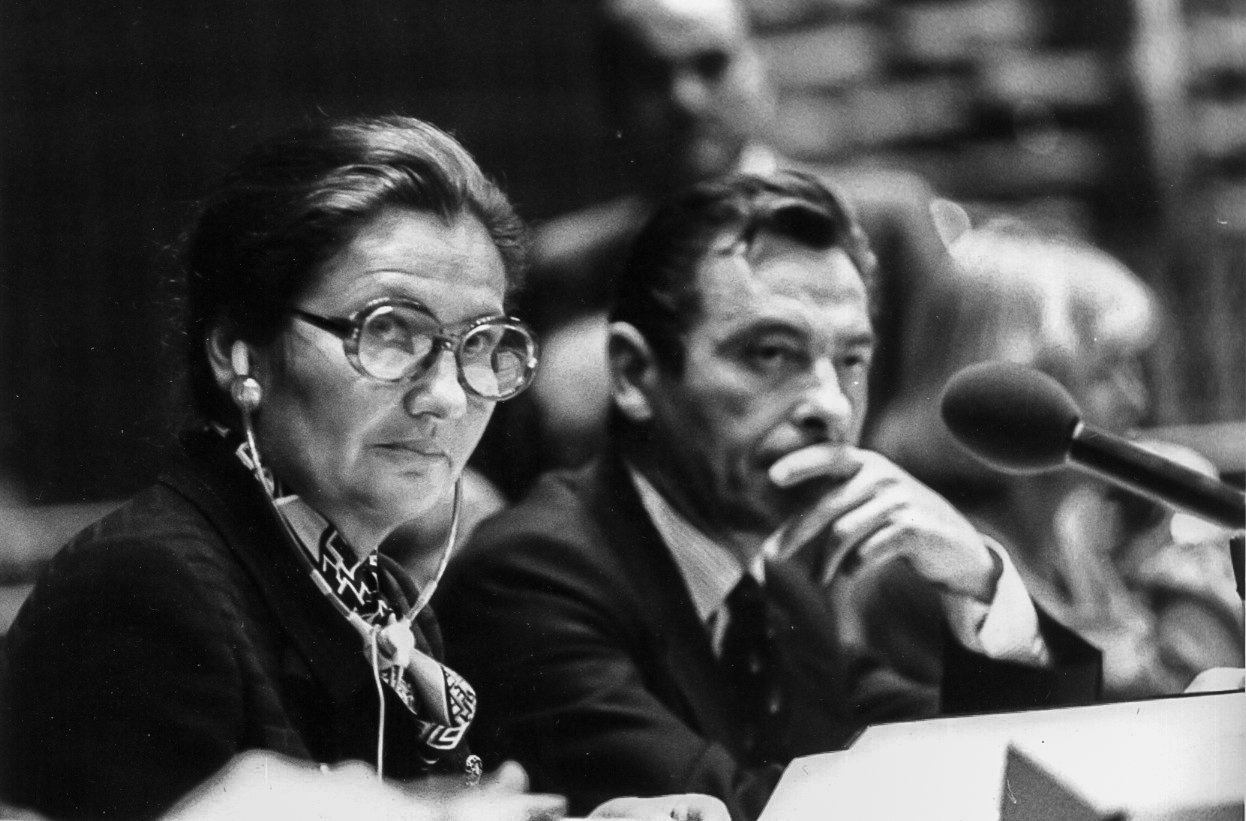
Simone Veil prezidează o şedinţă a Parlamentului European la Strasbourg, la 12 octombrie 1979.

La cererea președintelui Valéry Giscard d'Estaing, ea a fost cap de listă a Uniunii pentru Democrația Franceză (UDF) la alegerile europene din 1979, primele cu vot universal. În urma victoriei relative a UDF (27,61% din voturi și 25 de aleși), ea a părăsit guvernul.
La 17 iulie 1979, eurodeputații francezi din RPR au susținut o altă candidatură decât pe a sa în primele două tururi de scrutin, dar a fost aleasă președintă a Parlamentului European la al treilea tur, cu 192 de voturi, contra 133 primite de socialistul Mario Zagari și 47 primite de comunistul Giorgio Amendola. La începutul anului 1982, ea a fost solicitată să candideze pentru un al doilea mandat, dar nebeneficiind de susținerea deputaților RPR, ea și-a retras candidatura înainte de al treilea tur de scrutin pentru a nu ușura alegerea candidatului socialist, care va fi ales, totuși, grație divizărilor din dreapta franceză. În 1981 a primit Premiul Carol cel Mare al orașului Aachen.

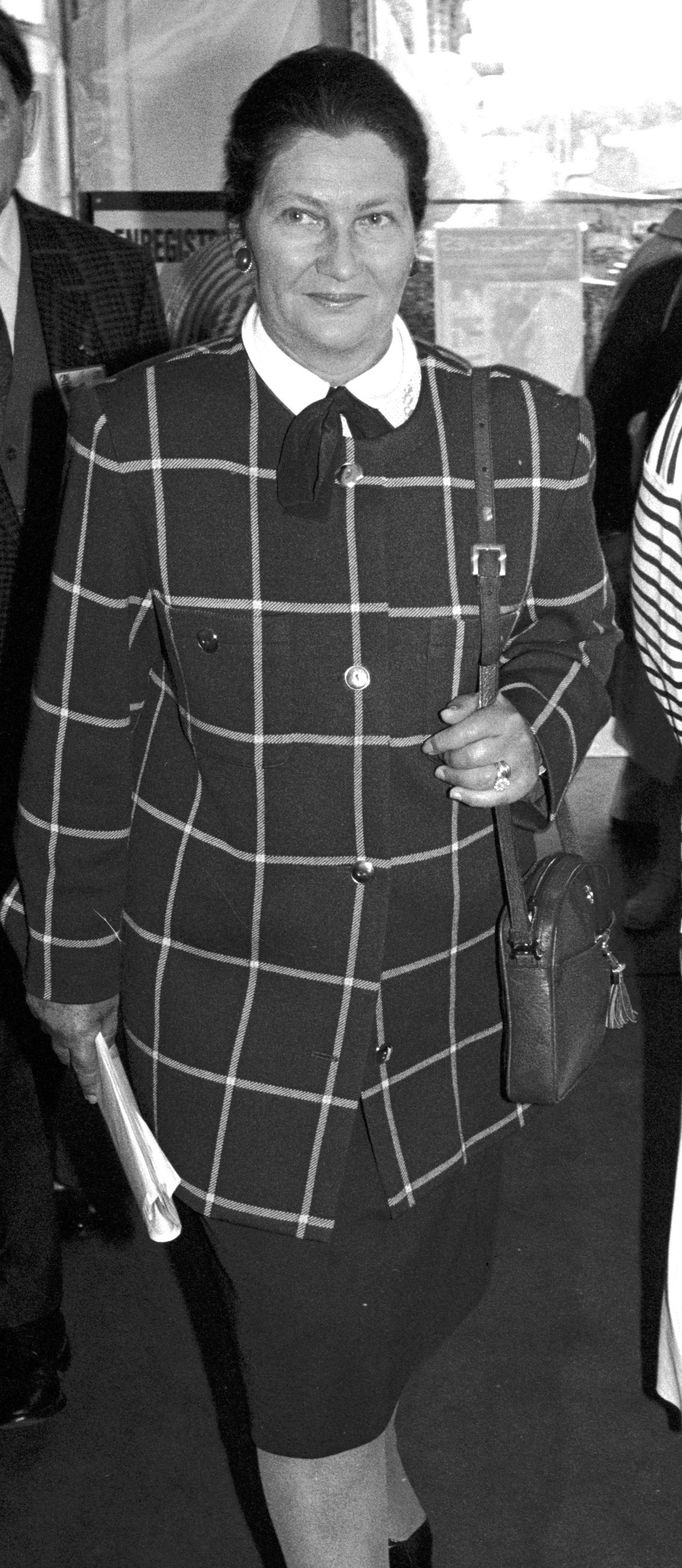
Simone Veil la 31 mai 1988.

Cu Jacques Chirac, ea a impus opoziției o listă unică la alegerile europene din 1984. Lista pe care o conducea a obținut 43,02% din voturi și 41 de locuri de eurodeputați la 17 iunie 1984. A prezidat grupul liberal în Parlamentul European în întreaga legislatură. În alegerile europene din 1989, ea a prezentat o listă centristă distinctă de lista uniunii RPR/UDF; lista sa a primit 8,43% din voturi și șapte locuri de eurodeputați.

#### Opoziție la guvernele de stânga
La alegerile legislative din 1988, când unele personalități ale din UDF, îndeosebi Jean-Claude Gaudin la Marsilia, fac acorduri de retrageri locale cu FN și când Pasqua (RPR) evocă „preocupări” și „valori” asemănătoare, Veil a declarat că „între un Front Național și un socialist, [ea va vota] pentru un socialist”.
La începutul lui 1990, ea a calificat drept „inadmisibilă” crearea fișierelor informatizate de Informații generale, decisă de guvernul Michel Rocard.  Proiectul a fost retras în martie 1990 și promulgat, sub o nouă formă, de guvernul Cresson în anul următor.

#### Ministru de Stat, ministru al Afacerilor Sociale, al Sănătății și al Orașului
În martie 1993, Simone Veil a fost numită ministru de Stat, ministru al Afacerilor Sociale, al Sănătății și al Orașului în guvernul condus de Édouard Balladur. În acest post, ea a instituit funcția de pratician adjunct contractual (PAC). L-a susținut pe Édouard Balladur la alegerile prezidențiale din 1995; ea a părăsit guvernul în urma victoriei lui Jacques Chirac. Apoi a aderat la UDF, pe care a părăsit-o doi ani mai târziu.

#### Membră a Consiliului Constituțional
Numită membră a Consiliului Constituțional de către președintele Senatului, René Monory, în martie 1998, ea a făcut parte din înalta jurisdicție până în martie 2007. În 2005 a chemat alegătorii să voteze „DA” la referendumul asupra Constituției Europene.

#### Retragerea treptată din viața politică
Din 2000 până în 2007 a prezidat Fundația pentru memoria Holocaustului, iar în continuare este președinte de onoare. Ea s-a opus, la 15 februarie 2008, ideii de a încredința memoria unui copil evreu din Franța mort în shoah fiecărui elev din CM2:
„C’est inimaginable, insoutenable, dramatique et, surtout, injuste.”

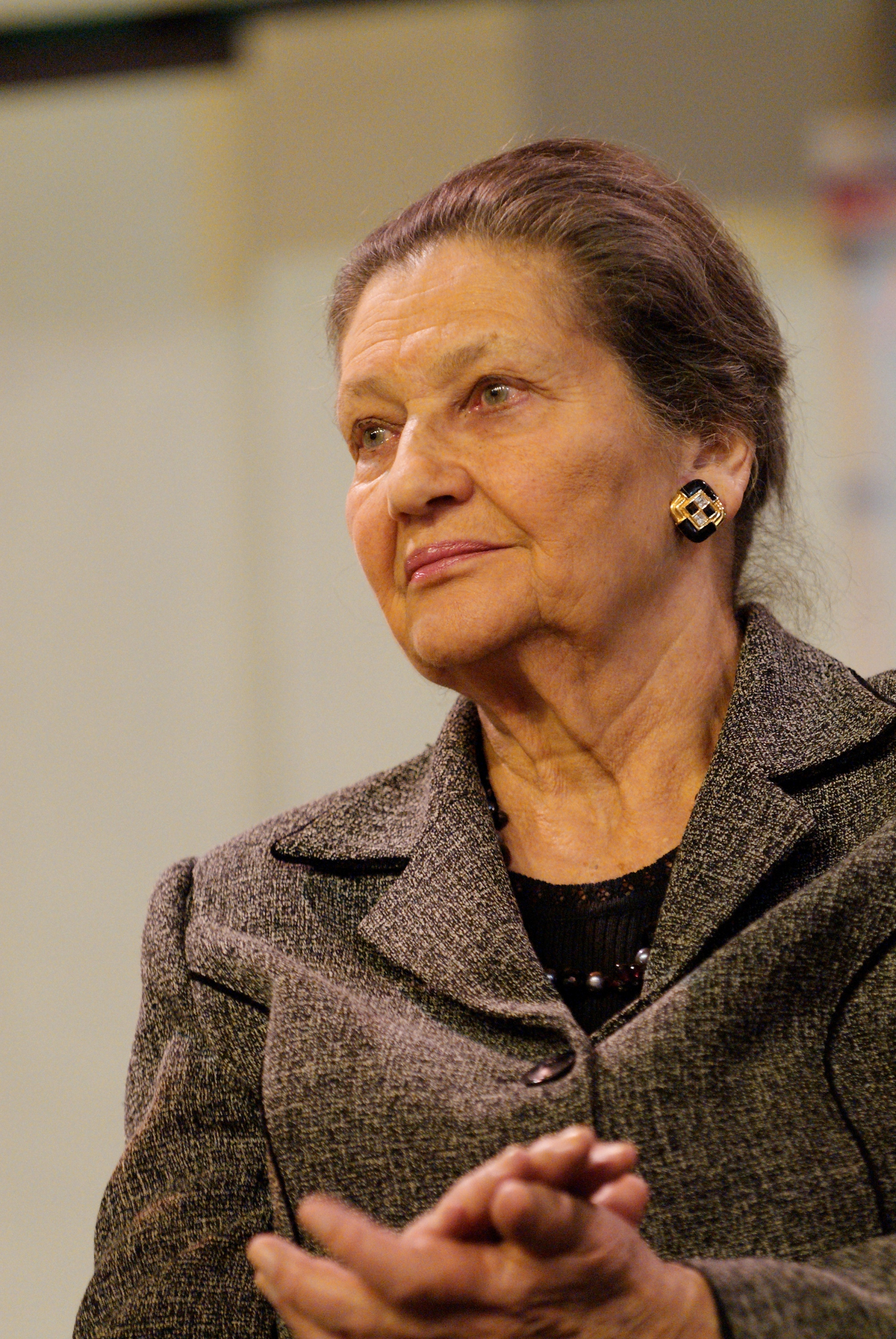
Simone Veil într-o reuniune publică în cadrul alegerilor municipale la Paris, la 27 februarie 2008.

La 8 martie 2007, foarte curând după încheierea mandatului în Consiliul Constituțional, și-a anunțat hotărârea de a-l susține pe Nicolas Sarkozy la alegerile prezidențiale din 2007. Totuși, acest lucru nu a împiedicat-o să-și păstreze libertatea de judecată și, la anunțul creării unui minister al Imigrației și Identității Naționale de către candidatul UMP în caz că va fi ales, ea a răspuns că ar fi preferat un minister 
„al Imigrării și Integrării.”
 Susținerea lui Nicolas Sarkozy nu a fost totuși pusă în discuție: 
„Nicolas este drăguț. Poate fi brutal în exprimare, însă oamenii nu au dreptate să se îndoiască de omenia sa. Este un prieten fidel. Pentru mine este important. Când alegi un președinte, dorești pe cineva care să aibă calitățile acestea. Nu e totdeauna cazul.”
 Ea a adresat de altfel numeroase critici candidatului UDF, François Bayrou, acuzându-l că nu se reprezintă 
„decât pe el însuși.”
La 1 ianuarie 2009 a fost promovată direct la distincția de Mare Ofițer al Legiunii de Onoare. Potrivit ziarului Le Figaro, la cererea expresă făcută de Roselyne Bachelot și cu acordul lui Nicolas Sarkozy, Codul Legiunii de Onoare și al Medaliei Militare (în franceză Code de la Légion d'honneur et de la Médaille militaire) a fost modificat, cu câteva săptămâni înainte de promovarea Simonei Veil, pentru a i se permite accederea direct la această distincție fără să treacă prin gradele inferioare, distincție pe care o refuzase în anii 1990 din motive personale. Din 2009, Simone Veil este și membră a juriului Premiului pentru prevenirea conflictelor, decernat anual de Fondation Chirac. Ea a primit Premiul Heinrich Heine în 2010.
Un sondaj realizat de Ifop în 2010 a prezentat-o ca fiind „femeia preferată de francezi”. 
Apropiată de familia de centru, Simone Veil a fost prezentă alături de Jean-Louis Borloo la congresul fondator al Uniunii Democraților și Independenților (UDI), în octombrie 2012.  La 25 noiembrie 2012, a fost prezentată prima carte de membru al UDI, care e pe numele Simonei Veil.

### Membră a Academiei Franceze
La 31 octombrie 2007 și-a editat autobiografia, întitulată Une vie (în română „O viață”). Lucrarea a fost tradusă în cincisprezece limbi și vândută, în Franța, în peste 550.000 de exemplare.  A obținut prix des Lauriers Verts în 2009. Ea și-a exprimat, între altele, opinia despre Paul Touvier, despre care ea spune că Georges Pompidou nu cunoștea bine dosarul, și despre Maurice Papon, despre care ea notează absența celor mai mici remușcări, inclusiv pentru moartea copiilor deportați.
O altă recunoaștere a acțiunii sale publice este alegerea printre „Nemuritori”. La 9 octombrie 2008, invitată de Maurice Druon și François Jacob , Simone Veil și-a prezentat candidatura la Academia Franceză pentru fotoliul lui Pierre Messmer, care fusese altădată al lui Jean Racine și al lui Paul Claudel.  La 20 noiembrie 2008, ea a fost aleasă, în primul tur de scrutin, cu 22 de voturi din 29 (5 voturi albe și 2 marcate cu cruce). 
Simone Veil a fost primită sub Cupolă la 18 martie 2010, în prezența președintelui Republicii Nicolas Sarkozy, protector al Academiei, și a doi predecesori ai acestuia, Valéry Giscard d'Estaing (membru al Academiei Franceze din 2003) și Jacques Chirac. Pe spada sa de Nemuritoare este gravat numărul de înmatriculare care fusese tatuat pe brațul Simonei la Auschwitz (numărul 78651), precum și devizele Franței  și Uniunii Europene: „liberté, égalité, fraternité” și, respectiv, „unis dans la diversité”. 

## Detaliu despre mandate și funcții

### Funcții guvernamentale
- 28 mai 1974 - 29 martie 1977: ministru al Sănătății
- 30 martie 1977 - 31 martie 1978: ministru al Sănătății și Securității Sociale
- 5 aprilie 1978 - 4 iulie 1979: ministru al Sănătății și Familiei
- 30 martie 1993 - 11 mai 1995: ministru de Stat, ministru al Afacerilor Sociale, al Sănătății și al Orașului

### Mandate elective
- Iunie 1979 - martie 1993: deputată europeană
- Iulie 1979 - ianuarie 1982: președinte al Parlametului European
- Iulie 1984 - iulie 1989: președinte al Grupului liberal, democrat și reformator la Parlamentul European

### Alte funcții
- Martie 1998 - martie 2007: membră a Consiliului Constituțional
- 2000-2007: președinte al Fundației pentru Memoria Holocaustului (președinte de onoare după 2007)
- Membră a Consiliului de Administrație al Institut français de relations internationales (IFRI)[73]
- Președinte al consiliului de conducere al Fondurilor în profitul victimelor Curții Penale Internaționale[74]
- Membră a juriului al Premiului pentru Prevenirea Conflictelor  lansat de Fundația Chirac
- Președinte al Consiliului Consultativ Francez al Bourses Entente Cordiale

## Filmografie
- La Loi (2014), telefilm de Christian Faure în care Emmanuelle Devos deține rolul Simonei Veil.